# Richard Henkes
Pour les articles homonymes, voir Henkes.
Richard Henkes, né le 26 mai 1900 à Ruppach et mort le 22 février 1945 au camp de concentration de Dachau, est un prêtre catholique allemand de la congrégation des Pallottins dont le procès de béatification a été ouvert en 2003. Victime du nazisme, il est reconnu martyr et vénérable en 2018, puis bienheureux l'année suivante.

## Biographie

### Jeunesse
Richard Henkes naît dans le village de Ruppach près de Montabaur. Il décide de devenir missionnaire au Kamerun (colonie allemande à cette époque) et pour cela entre en 1912 au petit-séminaire de la Société d'apostolat catholique à Vallendar. Le P. Joseph Kentenich en est alors le directeur spirituel. Richard Henkes fait partie de la congrégation mariale et préside la section des missions.
Il est appelé pour son service militaire en 1918 à Darmstadt et se rend compte que ses idéaux élevés ne correspondent pas toujours à la réalité. Il passe son baccalauréat en 1919 et entre aussitôt après chez les pallottins. Il prononce ses premiers vœux en 1921 et, après avoir subi une crise spirituelle, il est ordonné prêtre à Limburg an der Lahn en 1925. Il enseigne ensuite dans des lycées de garçons de la congrégation à Schönstatt, dans les Alpes et de nouveau à Schönstatt. En 1931, il est nommé à l'école pallottine de Katscher en Haute-Silésie

### Maturité
Le P. Henkes est opposé à l'idéologie néo-païenne du Troisième Reich et oriente ses exercices spirituels dans ce sens, ainsi que ses prédications. Il est professeur de lycée à Frankenstein en Basse-Silésie en 1937, lorsqu'il doit affronter un procès après un sermon hostile au régime ; mais heureusement la loi d'amnistie consécutive à l'Anschluss empêche la tenue du jugement. Cependant ses supérieurs le démettent par prudence de son poste et il est chargé seulement des exercices spirituels qui se tiennent à Branitz et de la direction spirituelle de la jeunesse locale. C'est à Branitz qu'il élit domicile après que toutes les écoles et lycées des pallottins sont fermés par les autorités du Troisième Reich en 1940. Il organise des prédications dans les grandes églises de Haute-Silésie et de Sankt Annaberg.
Afin de lui éviter d'être enrôlé dans la Wehrmacht, le vicaire général Joseph Martin Nathan (1867-1947) le nomme en 1941 curé de la paroisse villageoise de Strandorf dans le petit pays d'Hultschin ; mais ses sermons et ses conversations sont surveillés. Il déclare par exemple que l'avortement (légalisé par le Troisième Reich) est un assassinat, ainsi que la mort des innocents. Il est convoqué à maintes reprises à la Gestapo locale.
Finalement, il est arrêté le 8 avril 1943 à Ratibor à cause d'un sermon prononcé à Branitz, dans lequel il critiquait le rôle joué par l'armée allemande. Il est déporté le 10 juillet suivant à Dachau, où il est assigné à des travaux forcés dans des conditions inhumaines. Il s'y maintient ferme dans la foi, priant avec ses compagnons et partageant sa ration. Il ne fait pas partie à Dachau du noyau entourant le P. Kentenich ; mais il fait connaissance du professeur Beran, futur archevêque de Prague, qui lui apprend le tchèque et avec lequel il tisse des liens d'amitié.
À partir du printemps 1944, il est transféré comme cantinier au Block 17 où se trouvent en majorité des Tchèques. Une seconde épidémie de typhoïde frappe le camp à l'hiver 1945 et il se porte comme volontaire parmi les prêtres allemands pour soigner les malades le 11 février 1945. Il tombe lui-même malade et meurt au bout de cinq jours d'agonie.

## Procès de béatification
Le P. Richard Schneider et ses confrères pallottins (douze en tout) du camp de concentration de Dachau ont été témoins que son corps a été incinéré. Ils recueillent ses cendres qui sont enterrées solennellement au cimetière pallottin de Friedberg (Bavière) le 7 juin 1945, jour anniversaire de sa messe de prémices. Elles ont été transférées en 1990 dans le caveau épiscopal du lieu.
Son procès en béatification a été ouvert le 25 mai 2003 par l'évêque de Limburg an der Lahn, diocèse de son lieu de naissance. La Conférence épiscopale tchèque en avait émis le vœu en l'an 2000. La Congrégation pour les causes des saints est depuis 2007 chargée du dossier.
Le pape François le reconnaît martyr le 21 décembre 2018. Richard Henkes pourra ainsi être déclaré bienheureux.

## Source
- (de) Cet article est partiellement ou en totalité issu de l’article de Wikipédia en allemand intitulé « Richard Henkes » (voir la liste des auteurs).